# Джеймс II (Шотландия)
Вижте пояснителната страница за други личности с името Джеймс II.
Джеймс II Стюарт (на английски: James II; на латински: Jakobus II, Яков II; на шотландски келтски: Séamus II, Шеймъс II, IPA:[ˈʃeɪməs]; * 16 октомври 1430; † 3 август 1460) е крал на Шотландия от 1437 г. до смъртта си. Остава в историята с прозвището Огненолики заради червеното рождено петно на лицето му.

## Произход
Син е на крал Джеймс I и на Джоан Бофорт. Брат е на Маргарет, която става съпруга на френския крал Луи XI, и на Елеонор. Наследява шотландската корона едва седемгодишен, след убийството на баща му на 21 февруари 1437 г.

## Крал на Шотландия

### Регентство

#### Междуособни войни
От името на малолетния Джеймс II като регент започва да управлява назначеният за целта от шотландския парламент граф Арчибалд Дъглас, пети граф Дъглас. Малко след смъртта на стария крал страната е обхваната от анархия: в стремежа си да заграбят колкото е възможно повече от конфискуваните от покойния крал земи или да се наложат над кралската администрация, шотландските барони отново се вплитат в междуособни войни помежду си. Управлението на малкия Джеймс обаче започва със залавянето и екзекуцията на всички участници в заговора срещу баща му, които правят планове да поставят на престола Уолтър Стюарт. Отново на преден план в политиката излизат едрите магнатски фамилии, сред които най-вече се отличават графовете Дъглас и лордовете на Островите. През този период на политическата сцена излизат и два малко познати дотогава клана – Ливингстън и Крайтън, които започват да си оспорват властта в страната.
Безпорядъкът се засилва след смъртта на регента през 1439 г., когато постът останал овакантен, а в страната няма човек, способен да прекрати враждата между Ливингстън и Крайтън. Властта необичайно се поделя между граф Уилям Крайтън и сър Александър Ливингстън, който държи малолетния крал в качеството си на командир на замъка Стърлинг. През 1440 г. Единбургският замък става арена на т.нар. „Черна вечеря“ – екзекутирани са последните представители на рода Дъглас – младият граф Уилям Дъглас и брат му. Коментатори приписват случилото се на родовете Крайтън, Ливингстън и Авондейл, които след екзекуцията на братята Дъглас наследяват овакантената титла „граф на Дъглас“ и огромните ѝ поземлени владения, превръщайки се в най-крупните магнати в Шотландия.
През 1444 г. родът Ливингстън, обединили се с новите графове Дъглас, установяват пълен контрол на администрацията, отстранявайки рода Крайтън от власт. Така новите Дъглас запазват властта си до 1449 г.

#### Война с Англия. Брак с Мария Гелдерландска
През 1448 г. отново е възобновена войната с Англия, която нахлува в шотландските територии в Графство Лотиан. В отговор през 1449 г. шотландците превземат и разрушават английската крепост Еник. През 1448 г. е възобновен и военният алианс между Шотландия и Франция, а шотландските войски на френска служба взимат активно участие в прогонването на анличаните от Нормандия. През 1449 г. е сключен и търговски договор с Бургундия за свободна търговия на шотландските търговци с Нидерландия, която по това време е под властта на бургундския дом. Шотландско-бургундския съюз е скрепен и с брак между младия Джеймс II и Мария от Гелдерланд, която е племенница на бургунския херцог.

### Самостоятелно управление
Женитбата на Джеймс II бележи началото на самостоятелното му управление. Първата стъпка на краля е отстраняването на рода Ливингстън от власт – през 1450 всички членове на клана Ливингстън са освободени от държавните си постове, владенията им са конфискувани, а граф Робърт Ливингстън, ковчежникът на Шотландия, е екзекутиран.

#### Борбата срещу Дъглас
Когато Джеймс II поема управлението в свои ръце, в администрацията на кралството цари пълен безпорядък, а хазната е почти празна след десетилетието на вихреща се анархия. Съгласно предбрачния си договор Джеймс II е длъжен да обезпечи съпругата си с годишен доход от 5 хиляди лири стерлинги. Постъпленията от данъците в кралския домен обаче са недостатъчни. Бедността на кралския двор обаче контрастира с богатството на най-крупния шотландски магнат – Уилям Дъглас, осми граф на Дъглас, чийто двор по пищност засенчва кралския. През 1451 г., възползвайки се от поклонничеството на Дъглас в Рим, Джеймс II нахлува с войските си в земите на графа. След завръщането на Дъглас обаче Джеймс II е принуден да отстъпи, тъй като не притежава средства за продължителна борба със силите на Дъглас.
През 1452 Джеймс II призовава Дъглас на преговори в Стърлинг, след като предварително дава писмени гаранции за безопасността му. На 22 февруари 1452 г., вбесен от отказа на Дъглас да развали съюза си с различни едри магнати, Джеймс II убива графа с един удар на ножа си. Убийството на граф Дъглас възмущава страната. Пред вратите на Стърлинг с голяма войска се появява братът на убития граф и нов наследник на титлата му – граф Джеймс Дъглас. Обвинявайки краля в убийство, Джеймс се отрича от васалната клетва на графовете на Дъглас към шотландските крале и напада града. Едновременно с това в страната избухва въстание срещу краля, предвождано от съюзниците на Дъглас – лорда на Островите, графовете Крауфорд и Морей. Въстанието се развива в типичните за феодализма прояви – отказ от изпълняваме на васалните задължения към сюзерена. Джеймс Дъглас обаче не успява да се възползва от възможността да разгроми краля. Джеймс II успява да си осигури подкрепата на парламента и организира военна експедиция във владенията на графовете Дъглас. Като резултат в края на 1452 г. между краля и графа е сключено примирие.
През 1455 г., възползвайки се от отстраняването от властта в Англия на херцога на Йорк, покровител на Дъглас, и от началото на английската гражданска война, Джеймс II предприема поредното настъпление срещу дома Дъглас. Кралските войски нахлуват във владенията на графа и го принуждават да бяга в Англия. В битката при Аркинхолм войските на Дъглас са разбити, а граф Морей е убит. През август 1455 г. по предложение на краля парламентът на Шотландия повдига обвинение в измяна срещу Дъглас и хората му и заповядва конфискация на имуществото им.
Разгромът на рода Дъглас е истински триумф на кралската власт в Шотландия и един от най-големите успехи на династията Стюарт. В голямата си част тази победа става възможна благодарение на личните качества на крал Джеймс II – ловък дипломат, който успява да отстрани много от съюзниците на Дъглас, и добър стратег, който умее да се възползва от достиженията във военното изкуство (включително и артилерията).

#### Вътрешна политика
Разгромът на едрите магнати позволява на Джеймс II да създаде нова опора на кралската власт в страната – чрез масово раздаване на титли и земи кралят успява да създаде нова класа знатни благородници из средите на дребното дотогава благородничество, която е по-зависима от кралската власт. Опирайки се на парламента на Шотландия, Джеймс II успява да прокара множество реформи, насочени към засилването на кралската власт: премахнати са наследствените длъжности в администрацията, в съдебната система е въведен ред и е прокаран принципът за необходимост от парламентарна санкция при отчуждаване на земи от кралския домен.
Конфискацията на земите на Дъглас оказва благоприятно влияние върху състоянието на хазната, чиито приходи нарастват до 10 хиляди стерлинги годишно. Безредиците в страната, които се отразяват разоряващо на много области, не позволяват обаче връщането на единното данъчно облагане за цялата страна. При Джеймс II се утвърждава практиката на раздаване на земя без задължителни феодални задължения, а само срещу условието собствениците ежегодно да внасят определена за това сума пари в кралската хазна, което става белег за разлагането на феодалната система в кралството. През 1451 в Глазгоу кралят основава и втория университет в страната.

#### Външна политика
При Джеймс II външната политика на Шотландия се развива в традиционните рамки на англо-шотландското противопоставяне. Джеймс II се опитва неуспешно да организира антианглийски съюз с Франция, Дания и Кастилия. Джеймс се възползва от войната между Йорк и Ланкастър, опитвайки се да превземе Нортумбрия още през 1456 г. През 1460 г. той обсажда крепостта Роксбург, която единствена в Шотландия все още се намира в английски ръце. На 3 август случаен взрив на едно от шотландските оръдия убива крал Джеймс II на място. Въпреки смъртта му Роксбург в крайна сметка е превзет от шотландците.

## Семейство
На 3 юли 1449 г. Джеймс II се жени за Мария Гелдерландска, племенница на бургундския херцог Филип III. От нея Джеймс II има шест деца:
- Мария (13 май 1453 – май 1488)
- Джеймс III, крал на Шотландия (10 юли 1451 – 11 юни 1488)
- Маргарет
- Александър, херцог на Олбани (1454 – 1485)
- Дейвид, граф на Морей (1455 – юли 1457)
- Джон, граф на Мар (1457 – 1479)